# 林因長門入
（1690年—1745年），日本圍棋棋手，本名井家道藏，生於土佐，松平土佐守的家臣，為本因坊道知的門徒。
在本因坊道知就任名人碁所的前一年（1720年）的11月18日，過繼到林家做第四世林門入的養子，改名林因長，隔年開始出賽御城碁。1726年12月29日四世門入退休，因長繼任，是為第五世林門入，為了作區分，後世多稱林因長門入，1736年立岡田門利為跡目。
1737年，棋界發生大事，原來當時圍棋面臨第一次黑暗期，將棋第七位名人碁所依藤宗看認為碁界當時都只有六段、上手（門入當時已經準名人），而將棋界卻有好多準名人，但是席次上卻是圍棋坐上位，對於此表達非常不滿。當初席次規定，乃是因為本因坊算砂身兼圍棋、將棋的名人，而後來算砂將將棋名人傳給其徒大橋宗桂，所以歷年均以此為因，認為席次將棋在圍棋之後，此事稱為「碁將席次訴訟事件」。
當時將軍井上河內認為應由段位高低做分別，後來元老大岡越前喜碁，硬是規定席次如下：
1. 圍棋名人碁所
2. (圍棋)本因坊家
3. 將棋名人碁所
4. (將棋)伊藤家
5. (圍棋)林家
6. (圍棋)井上家
7. (圍棋)安井家
8. (將棋)大橋家
9. (將棋)大橋分家[來源請求]

此一風波方告結束，如彼時將棋得勢，那現在之弈風可能就不會如此興盛了。隔年，門入以當時唯一準名人，加上前一年爭訟事件，得到相當高的地位（後來林家地位逐漸下降，最後成為四家之末），於是便想升名人，遭到安井、本因坊家反對，自討沒趣。翌年，本因坊秀伯自覺棋力精進，提出升上手的申請，彼時四家勾心鬥角，歷代均是宿敵的安井家竟與本因坊家結盟並表示贊成，而門入、井上春碩則反對；秀伯無法，只好提出爭碁，門入推病不出，於是由春碩（上手）秀伯先相先二十番碁便展開，結果秀伯三勝四敗，而積鬱成疾沒多久去世，林、井上家與安井、本因坊家兩陣線愈加仇視。
秀伯去世後，門入再次提出名人碁所申請，剛繼任本因坊家的伯元（三段）初生之犢不畏虎，馬上提出異議，惹惱了年過半百的門入，要求爭碁，無奈元老認為前不久秀伯才因爭碁而死，二十六歲尚且如此，便認為門入年紀太大，於是失望的門入於1743年宣布退休，傳位給門利，是為第六世林門入，兩年後去世，為林家歷代家督唯一有申請過名人碁所者。

## 外部連結
日本圍棋故事